# Titus Volturcius
Titus Volturcius war ein aus der Stadt Croton stammender Teilnehmer an der Catilinarischen Verschwörung. In der Nacht vom 2. auf den 3. Dezember 63 v. Chr. wurde er von in Rom sitzenden Verschwörern mit Briefen zu dem in Etrurien lagernden Catilina geschickt. Volturcius und seine Begleiter gerieten an der Milvischen Brücke in einen im Auftrag Ciceros gelegten Hinterhalt und wurden festgenommen. Bei einem Verhör durch Cicero belastete Volturcius mehrere Verschwörer sehr und wurde im Gegenzug vom Senat begnadigt.